# Rugusye
Rugusye är ett vattendrag i Burundi. Det ligger i den östra delen av landet, 130 kilometer öster om huvudstaden Bujumbura.
I omgivningarna runt Rugusye växer huvudsakligen savannskog. Runt Rugusye är det ganska glesbefolkat, med 32 invånare per kvadratkilometer.